# O'Z-Y型电力机车
O'Z-Y型電力機車是烏茲別克斯坦国家铁路从中国进口的電力機車車型之一，由中国南车集团株洲电力机车有限公司和德國西门子交通集团聯合设计制造。O'Z-Y型电力机车为交流传动的准高速干线客运用电力机车，主传动系统和控制系统方面采用了西门子公司的产品，并借鉴了中国铁路HXD1型电力机车的成熟技术；机车持续功率为6000千瓦，最高速度为160公里/小时。

## 发展历史
2000年代起，乌兹别克斯坦积极推进该国铁路的现代化，除了新建铁路和既有线改造外，还重点对铁路机车车辆进行现代化。2003年，乌兹别克斯坦国家铁路（UTY）向株洲电力机车厂订购了10台O'zbekiston型交流传动电力机车，鉴于机车在乌兹别克斯坦的良好表现，乌兹别克斯坦决定再次向中国采购一批速度更快、技术更先进的客运电力机车。2007年11月3日，中国进出口银行和乌兹别克斯坦财政部签订了《谅解备忘录》，在中国向上海合作组织成员国提供优惠购买贷款的呈文中规定了可向可以接受项目的划拨款项，其中包括可提供购买客运电力机车的优惠贷款。2008年5月，烏茲別克斯坦方面表示，作为更新乌兹别克斯坦铁路客运机车车队的一部分，乌方将於2008至2010年間向中国購買15輛客运電力機車，准备投入到撒马尔罕至霍哲达沃列特（Hodzhidavlet）、纳沃依（Navoi）至马拉罕（Maracand）、塔什干至安格棱（Angren）铁路干线的运营。同年6月21日，南车株洲电力机车有限公司与乌兹别克斯坦国家铁路公司，在乌兹别克斯坦首都塔什干签订了15台交流传动客运电力机车供货合同，合同总额7380万美元，其中95%使用中国政府向上合组织成员国提供的20年期优惠贷款，其余5%由乌兹别克斯坦国家铁路公司支付。
电力机车供应合同于2009年5月起生效，根据合同规定株洲电力机车厂于2010年初开始交付首台机车，至同年上半年交付完毕。2010年4月21日，首台O'Z-Y型电力机车在株洲电力机车厂下线，乌兹别克斯坦国家铁路总公司董事会主席拉马托夫·阿谢波与湖南省政府领导、南车株洲电力机车公司负责人等出席了剪彩仪式。新机车被命名为“O'Z-Y”，其中“O'Z”即乌兹别克语的“乌兹别克”（O'zbekiston）缩写，“Y”代表客运（Yo'lovchi）。根据乌兹别克斯坦国家铁路的技术要求，机车的设计、制造采用了IEC、UIC、ISO等国际标准和GOST独联体技术标准。机车采用交—直—交流电传动，交流传动系统由西门子交通集团提供，包括交流牽引電動機、水冷GTO牽引变流器、“SIBAS 32”控制系統等。机车涂装呈乌兹别克斯坦国旗的蓝、白、绿相间的颜色。

## 技术特点

### 总体结构
O'Z-Y型电力机车是六轴干线客运电力机车，适用于供电制式为25千伏工频单相交流电的电气化铁路，机车轴式Co-Co，持续功率6,000千瓦，构造速度为160公里/小时。机车采用全钢焊接结构的整体承载车体，设中间贯穿走廊、双端司机室，车头采用光滑流线型外形。车顶装有两台单臂式受电弓、高压隔离开关、接地装置、真空断路器、避雷器等高压组件，II端司机室顶部并设有无线电台和卫星天线。车内设备以斜对称布置，机车采用独立通风方式，从车顶顶盖夹层风道吸入冷风，为牵引电动机、复合冷却器、辅助变流柜等通风冷却，并维持机械间呈微正压，改善机车防尘效果及防寒性能。卧式主变压器安装于车体底架之下。

### 电路系统
O'Z-Y型电力机车是交—直—交流电传动的单相工频交流电力机车。每台机车设置两台主变流器，每台主变流器柜由二重四象限脉冲整流器、直流中间环节、三个PWM逆变器组成，其中四象限整流器和逆变器由相同的水冷IGBT功率控制模块（6.5kV/600A）。机车牵引主电路采用轴控模式，每个逆变器独立驱动一台牵引电动机。牵引电动机为西门子交通集团的1TB2624型鼠笼式三相异步电动机，额定功率为1020千瓦，冷却方式为强迫通风。机车辅助电路采用两台IGBT辅助逆变器供电，每台变流器分别由恒频恒压变流器（CVCF）与变频变压变流器（VVVF）两个模块构成，向冷却通风机、空气压缩机、冷却水泵、冷却油泵等辅助机械供电，以达到节能和减少噪音的目的。主变压器内并设有列车供电绕组，输出3000伏工频单相交流电，向旅客列车提供空调和取暖电源。

### 控制系统
O'Z-Y型电力机车装载了西门子交通集团开发的“SIBAS 32”车载智能微机系统，实现了对机车的调节和逻辑控制，并能够通过人机界面显示故障并进行相关保护。“SIBAS 32”系统采用集散控制模式，由中央控制单元（CCU）、牵引控制单元（TCU）、辅助控制单元（ACU）、液晶显示屏（HMI）和外设智能接口（KLIP）构成，并采用基于列车通信网络（TCN）国际标准的网络控制系统进行数据通信，由绞线列车总线（WTB）和多功能车辆总线（MVB）两级网络构成，使机车控制系统具有控制、监测、传输、故障诊断、显示和存储功能。机车并具有牵引制动特性控制、防空转防滑行保护、机车重联控制、故障记录及诊断等功能。机车安装了俄罗斯标准的机车综合安全系统（КЛУБ-У）、遥控机械化司机警惕系统（ТСКБМ）、车载无线通讯系统（РВ-1МЦ）。

### 转向架
机车走行部为两台三轴转向架，采用旁承弹簧承受车体载荷、“目”字形焊接钢结构的无摇枕不等轴距转向架。一系悬挂采用单拉杆轴箱定位及螺旋弹簧；二系悬挂采用螺旋弹簧及橡胶垫系统配以垂向和横向油压减震器。牵引力和制动力通过中央低位推挽式斜拉杆牵引装置传递。每根车轴均安装有一个驱动制动单元，采用架悬式全悬挂方式安装在转向架构架上；牵引电动机通过六连杆轮对空心轴弹性传动装置，向电动机齿轮和轮对齿轮传递扭矩；制动系统采用轮盘制动。